# سیاه‌ور، لنکران
سیاه‌ور (به ترکی آذربایجانی: Siyavar) یک منطقهٔ مسکونی در جمهوری آذربایجان است که در شهرستان لنکران واقع شده‌است. سیاه‌ور ۱٬۲۴۰ نفر جمعیت دارد.